# Rudolf Schündler
Rudolf Ernst Paul Schündler (* 17. April 1906 in Leipzig; † 12. Dezember 1988 in München) war ein deutscher Schauspieler und Regisseur.

## Leben und Wirken
Rudolf Schündler wurde als Sohn des Kaufmanns Emil Schündler und seiner Frau Olga Meta, geb. Gräßer, in Leipzig geboren. Nach der Schule absolvierte er die Leipziger Schauspielschule und gab sein Debüt 1926 am Theater in Beuthen. Anschließend folgten Stationen in Zürich, Dortmund und Nürnberg. Anfang der 1930er Jahre ging er nach Berlin, wo er an den unterschiedlichsten Theatern und ab 1937 auch als Regisseur arbeitete. Bis zu dessen Schließung trat er regelmäßig im Kabarett der Komiker auf.
Im Film spielte er bei Fritz Lang in der von den Nationalsozialisten verbotenen Dr. Mabuse-Fortsetzung Das Testament des Dr. Mabuse, in Curt Goetz’ Napoleon ist an allem schuld, in Kurt Hoffmanns Paradies der Junggesellen und Hurra! Ich bin Papa!, in Helmut Käutners Kleider machen Leute und vielen anderen.
Gleich nach dem Krieg gründete und leitete Rudolf Schündler in München das heute legendäre Kabarett Die Schaubude, das sich schnell zu einem bekannten und erfolgreichen Nachkriegskabarett entwickelte. Als Regisseur inszenierte er alle acht Programme des Theaters. Durch das nach der Währungsreform 1948 einsetzende Desinteresse am Theater war Schündler 1949 gezwungen, Konkurs anzumelden.
Von da an war er, zur Bestreitung des Lebensunterhalts und um Konkursschulden abzuzahlen, vorwiegend in der Filmindustrie und auch beim Fernsehen jahrzehntelang als Schauspieler und Regisseur tätig. Seine erste Regiearbeit war das Filmdrama Der Geigenmacher von Mittenwald von 1950 nach dem gleichnamigen Bühnenstück von Ludwig Ganghofer.
In den 1950er und 1960er Jahren führte er bei mehr als 20 Kinoproduktionen Regie, in der Mehrzahl leichten Komödien, Heimatfilmen und Operettenadaptionen.
Bedeutsame Nachkriegsrollen im internationalen Filmgeschäft waren die des Dieners Karl in William Friedkins Der Exorzist oder als Bürgermeister von Vimmerby in der Astrid-Lindgren-Verfilmung Michel muss mehr Männchen machen.
Einem breiten Publikum in Deutschland bleibt er als der unglückselige Oberstudienrat Dr. Arthur Knörz in der Filmreihe Die Lümmel von der ersten Bank im Gedächtnis. Durch Nebenrollen in Filmen in den 1960er bis Anfang der 1980er Jahre und in Fernsehserien wie etwa St. Pauli-Landungsbrücken, in Un-Ruhestand (ZDF, 1980) und in zwei Folgen des Traumschiffs (1982/83) prägte er sich mit dem Rollentypus des „komischen Alten“ ein. Daneben war er auch in anspruchsvolleren Filmen zu sehen, so in Wim Wenders’ Im Lauf der Zeit (1976) und Der amerikanische Freund (1977). Ab Mitte der 1980er-Jahre war er auf Grund eines schweren Augenleidens nur mehr in kleineren Gastauftritten zu sehen. Kurz vor seinem Tod spielte er den Archivar in Michael Verhoevens Spielfilm Das schreckliche Mädchen, dessen Uraufführung 1990 Schündler jedoch nicht mehr erlebte.
Rudolf Schündler war vier Mal verheiratet, u. a. mit der Schauspielerin Christine Laszar und hatte zwei Kinder. In seinen letzten Lebensjahren lebte er, fast erblindet, in München, wo er von seinem Sohn umsorgt wurde. Sein Grab befindet sich auf dem Münchner Ostfriedhof.
Sein Sohn Oliver Schündler ist nach rund 14 Jahren als Produzent und Koproduktionschef heute geschäftsführender Gesellschafter der Lucky Bird Pictures, einer TV- und Filmproduktionsfirma. Seine Tochter lebt als Dokumentarfilmerin und Mediendozentin in Berlin.
Sein schriftlicher Nachlass befindet sich im Archiv der Akademie der Künste in Berlin.

## Filmografie (Auswahl)
- 1924: Roulette
- 1930: Nur am Rhein
- 1932: Annemarie die Braut der Kompanie
- 1932: Das Testament des Dr. Mabuse
- 1934: Hundert Tage
- 1935: Das Mädchen Johanna
- 1936: Intermezzo
- 1936: Moskau – Shanghai
- 1936: Ritt in die Freiheit
- 1936: Die Frau des Anderen
- 1936: Savoy-Hotel 217
- 1937: Das Schweigen im Walde
- 1937: Heiratsinstitut Ida und Co
- 1937: Gewitterflug zu Claudia
- 1938: Es leuchten die Sterne
- 1938: Am seidenen Faden
- 1938: Dreizehn Mann und eine Kanone
- 1938: Die Frau am Scheidewege
- 1938: Napoleon ist an allem schuld
- 1938: Scheidungsreise
- 1938: Mit versiegelter Order
- 1939: Verdacht auf Ursula
- 1939: Robert und Bertram
- 1939: Paradies der Junggesellen
- 1939: Kitty und die Weltkonferenz
- 1939: Ich verweigere die Aussage
- 1939: Der Stammbaum des Dr. Pistorius
- 1939: Hurra! Ich bin Papa!
- 1939: Die Frau ohne Vergangenheit
- 1939: Die goldene Maske
- 1940: Der Herr im Haus
- 1940: Alles Schwindel
- 1940: Weißer Flieder
- 1940: Achtung! Feind hört mit!
- 1940: Golowin geht durch die Stadt
- 1940: Kleider machen Leute
- 1940: Tip auf Amalia
- 1940: Herz ohne Heimat
- 1940: Meine Tochter tut das nicht
- 1941: Alarm
- 1941: Immer nur Du
- 1941: Sein Sohn
- 1941: … reitet für Deutschland
- 1941: Sechs Tage Heimaturlaub
- 1942: Mit den Augen einer Frau
- 1942: Fronttheater
- 1942: Das große Spiel
- 1942: Das schwarze Schaf
- 1942/51: Augen der Liebe
- 1943: Die Hochstaplerin
- 1943: Liebespremiere
- 1943: Der ewige Klang
- 1943: Ein Mann mit Grundsätzen?
- 1943: Zirkus Renz
- 1944: Ich hab’ von dir geträumt
- 1944/50: Vier Treppen rechts
- 1945: Der Fall Molander
- 1945: Leuchtende Schatten
- 1948: Der Herr vom andern Stern
- 1949: Tromba
- 1949: Die seltsame Geschichte des Brandner Kaspar
- 1949: Ich mach dich glücklich
- 1949: Nichts als Zufälle
- 1949: Wer bist du, den ich liebe?
- 1950: Der Geigenmacher von Mittenwald (Regie)
- 1950: Der Theodor im Fußballtor
- 1950: Eine Nacht im Séparée
- 1950: Königskinder
- 1950: Liebe auf Eis
- 1950: Die Sterne lügen nicht
- 1950: Sensation im Savoy
- 1951: Begierde
- 1951: Das späte Mädchen
- 1951: In München steht ein Hofbräuhaus
- 1951: Die Dame in Schwarz
- 1952: Haus des Lebens
- 1952: Der weißblaue Löwe
- 1952: Wir tanzen auf dem Regenbogen
- 1953: Käpt’n Bay-Bay
- 1953: Ehe für eine Nacht
- 1953: Maske in Blau
- 1953: Heute nacht passiert’s
- 1953: Der letzte Walzer
- 1953: Wenn am Sonntagabend die Dorfmusik spielt (Regie)
- 1954: Der treue Husar (Regie)
- 1954: Viktoria und ihr Husar (Regie)
- 1954: Schützenliesel (Regie)
- 1955: Wenn der Vater mit dem Sohne
- 1955: Das fröhliche Dorf (Regie)
- 1956: IA in Oberbayern
- 1956: Die Rosel vom Schwarzwald (Regie)
- 1956: Die schöne Meisterin (Regie)
- 1957: Die Unschuld vom Lande (Regie)
- 1957: Gruß und Kuß vom Tegernsee (Regie)
- 1958: Mikosch, der Stolz der Kompanie (Regie)
- 1958: Mein Mädchen ist ein Postillion (Regie)
- 1958: Wenn Mädchen ins Manöver zieh’n (Regie)
- 1958: Gräfin Mariza (Regie)
- 1959: Mein Schatz, komm mit ans blaue Meer (Regie)
- 1960: Der wahre Jakob (Regie)
- 1960: Willy, der Privatdetektiv (Regie)
- 1961: Immer Ärger mit dem Bett (Regie)
- 1961: Isola Bella
- 1962: Café Oriental (Regie)
- 1962: Wilde Wasser (Regie)
- 1964: Heiß weht der Wind
- 1964: Liebesgrüße aus Tirol
- 1965: Der unheimliche Mönch
- 1965: Die fromme Helene
- 1965: Tante Frieda – Neue Lausbubengeschichten
- 1965: Man soll den Onkel nicht vergiften
- 1966: Sperrbezirk
- 1966: Playgirl
- 1966: Lange Beine – lange Finger
- 1966: Das Spukschloß im Salzkammergut
- 1966: Onkel Filser – Allerneueste Lausbubengeschichten
- 1966: Der Komödienstadel – Die Mieterhöhung
- 1967: Der Mönch mit der Peitsche
- 1967: Fast ein Held
- 1967: Dem Täter auf der Spur (TV-Serie, Folge 1: Am Rande der Manege)
- 1967: Liebesnächte in der Taiga
- 1967: Wenn es Nacht wird auf der Reeperbahn
- 1968: Stahlnetz: Ein Toter zuviel
- 1968: Dem Täter auf der Spur (TV-Serie, Folge 3: Schrott)
- 1968: Die Lümmel von der ersten Bank, 1. Teil: Zur Hölle mit den Paukern
- 1968: Django – Ein Sarg voll Blut (Il momento di uccidere)
- 1968: Das Kriminalmuseum – Folge 40: Der Scheck
- 1968: Die Ente klingelt um ½ 8
- 1968: Die Lümmel von der ersten Bank, 2. Teil: Zum Teufel mit der Penne
- 1968: Babeck (TV-Serie)
- 1969: Der Mann mit dem Glasauge
- 1969: Der Kommissar – Folge 5: Ein Mädchen meldet sich nicht mehr
- 1969: Klassenkeile
- 1969: Charley’s Onkel
- 1969: Dem Täter auf der Spur – (TV-Serie, Folge 5: Familienärger)
- 1969: Die Lümmel von der ersten Bank, 3. Teil: Pepe, der Paukerschreck
- 1969: Heintje – Ein Herz geht auf Reisen
- 1969: Spion unter der Haube (TV-Serie)
- 1969: Liebe durch die Hintertür
- 1969: Die Lümmel von der ersten Bank, 4. Teil: Hurra, die Schule brennt!
- 1970: Frau Wirtin bläst auch gern Trompete
- 1970: Die Herren mit der weißen Weste
- 1970: Heintje – Einmal wird die Sonne wieder scheinen
- 1970: Das Stundenhotel von St. Pauli
- 1970: Hilfe, mich liebt eine Jungfrau
- 1970: Die Lümmel von der ersten Bank, 5. Teil: Wir hau’n die Pauker in die Pfanne
- 1970: Was ist denn bloß mit Willi los?
- 1970: Die Feuerzangenbowle
- 1970: Frau Wirtin treibt es jetzt noch toller
- 1970: Musik, Musik – da wackelt die Penne
- 1970: Die fleißigen Bienen vom fröhlichen Bock
- 1971: Zwanzig Mädchen und die Pauker
- 1971: Unser Willi ist der Beste
- 1971: Tante Trude aus Buxtehude
- 1971: Die Lümmel von der ersten Bank, 6. Teil: Morgen fällt die Schule aus
- 1971: Wir hau’n den Hauswirt in die Pfanne
- 1971: Jürgen Roland’s St. Pauli-Report
- 1971: Die Kompanie der Knallköppe
- 1972: Die Lümmel von der ersten Bank, 7. Teil: Betragen ungenügend!
- 1972: Dem Täter auf der Spur (TV-Serie, Folge 13: Ohne Kranz und Blumen)
- 1972: Die rote Dame (La dama rossa uccide sette volte)
- 1972: Michel muss mehr Männchen machen
- 1972: Tatort: Kressin und der Mann mit dem gelben Koffer
- 1972: Dem Täter auf der Spur (TV-Serie, Folge 14: Der Tod in der Maske)
- 1973: Die Zwillinge vom Immenhof
- 1973: Der Exorzist (The Exorcist)
- 1973: Als Mutter streikte
- 1974: Magdalena – vom Teufel besessen
- 1974: Karl May
- 1975: Derrick: Zeichen der Gewalt
- 1975: Eurogang – Die letzte Lieferung
- 1975: Bitte keine Polizei – Oma Treller
- 1976: Im Lauf der Zeit
- 1976: Die Vertreibung aus dem Paradies
- 1976: Anita Drögemöller und die Ruhe an der Ruhr
- 1976: Tatort: … und dann ist Zahltag
- 1977: Der amerikanische Freund
- 1977: Gruppenbild mit Dame
- 1977: Suspiria
- 1977: Gefundenes Fressen
- 1977: Polizeiinspektion 1 (TV-Serie, eine Folge)
- 1977: Derrick: Offene Rechnung
- 1978: Schöner Gigolo, armer Gigolo
- 1978: Kalte Heimat
- 1978: Derrick: Abendfrieden
- 1977: Ein Mann will nach oben
- 1978: Der Mann im Schilf
- 1978: Unternehmen Rentnerkommune
- 1979: Flamme empor
- 1979: Aktion Abendsonne
- 1979: Wunder einer Nacht
- 1979: Das verbotene Spiel
- 1979: Derrick: Lena
- 1979–1982: Der Alte (TV-Serie, fünf Folgen)
- 1980: Sternensommer
- 1980: Un-Ruhestand
- 1980: St. Pauli-Landungsbrücken (Fernsehserie, eine Folge)
- 1981: Der lebende Leichnam
- 1981: Vis-à-vis
- 1981: Sonne, Wein und harte Nüsse: Die Sache mit dem seltenen Duft
- 1981: Tatort – Der unsichtbare Gegner
- 1982: Die Krimistunde (Fernsehserie, Folge 3, Episode: „Verwirrung“)
- 1983: Das Traumschiff: Kenia
- 1983: Martin Luther
- 1983: Rote Erde
- 1983: Mabuse im Gedächtnis
- 1987: Der Unsichtbare
- 1987: Ätherrausch
- 1990: Das schreckliche Mädchen